# Wesołowo (Mikołajki)
Wesołowo (deutsch Wessolowen, 1929 bis 1945 Wesselhof) war ein Ort in der heutigen polnischen Woiwodschaft Ermland-Masuren. Die Ortsstelle liegt im Gebiet der Stadt- und Landgemeinde Mikołajki (deutsch Nikolaiken) im Powiat Mrągowski (Kreis Sensburg).

## Geografie
Wesołowo liegt am Südwestufer des Inulzensees (auch: Schnittker See, polnisch Jezioro Inulec) inmitten der Woiwodschaft Ermland-Masuren, 13 Kilometer südöstlich der Kreisstadt Mrągowo (Sensburg). Von Zełwągi (Selbongen) aus führt eine Nebenstraße direkt an die Ortsstelle.

## Geschichte
Wessolowen wurde 1619 gegründet und bestand anfangs lediglich aus einem kleinen Hof. 1785 wurde der kleine Ort als köllmisches Gut mit zwei Feuerstellen erwähnt, und nach 1885 war er bis 1945 ein Wohnplatz innerhalb der Landgemeinde Eichelswalde (polnisch Świnie Oko) im ostpreußischen Kreis Sensburg. 18 Einwohner zählte der Ort im Jahre 1905. Am 14. Oktober 1929 wurde er in „Wesselhof“ umbenannt.
Mit dem gesamten südlichen Ostpreußen kam der Ort 1945 zu Polen und erhielt die polnische Namensform „Wesołowo“. Heute ist er in Zełwągi (Selbongen) (als „część wsi“) aufgegangen. Seine Ortsstelle liegt somit in der Stadt- und Landgemeinde Mikołajki im Powiat Mrągowski.
Kirchlich war Wessolowen resp.Wesselhof bis 1945 in das Kirchspiel der evangelischen Kirche Barranowen (ab 1938 Hoverbeck, polnisch: Baranowo) in der Kirchenprovinz Ostpreußen der Kirche der Altpreußischen Union sowie in die katholische Kirche St. Adalbert in Sensburg im Bistum Ermland eingepfarrt. Die jetzige kirchliche Zuordnung richtet sich nach der der kommunalen Muttergemeinde Zełwągi.